# Campionati mondiali di nuoto in vasca corta 2022 - 200 metri rana femminili
La gara dei 200 metri rana femminili dei campionati mondiali di nuoto in vasca corta 2022 si è svolta il 16 dicembre 2022. Al mattino si sono svolte le batterie, mentre la finale si è disputata nella serata.

## Podio
| Pos.    | Atleta        | Nazione     |
| ------- | ------------- | ----------- |
| Oro     | Kate Douglass | Stati Uniti |
| Argento | Lilly King    | Stati Uniti |
| Bronzo  | Tes Schouten  | Paesi Bassi |

## Record
Prima della manifestazione il record del mondo (RM) e il record dei campionati (RC) erano i seguenti.
|  | 2'14"57 | Rebecca Soni          | 18 dicembre 2009 Manchester |
|  | 2'16"08 | Rikke Møller Pedersen | 16 dicembre 2012 Istanbul   |

Durante la competizione è stato migliorato il seguente record:
|  | 2'15"77 | Kate Douglass |

## Risultati

### Batterie
| Pos. | Batteria | Corsia | Atleta                 | Nazionalità   | Tempo        | Note |
| ---- | -------- | ------ | ---------------------- | ------------- | ------------ | ---- |
| 1    | 4        | 7      | Kate Douglass          | Stati Uniti   | 2'16"52      | Q    |
| 2    | 5        | 4      | Lilly King             | Stati Uniti   | 2'18"59      | Q    |
| 3    | 5        | 5      | Tes Schouten           | Paesi Bassi   | 2'18"70      | Q    |
| 4    | 3        | 5      | Sydney Pickrem         | Canada        | 2'19"57      | Q    |
| 4    | 4        | 5      | Tang Qianting          | Cina          | 2'19"57      | Q    |
| 6    | 4        | 3      | Jenna Strauch          | Australia     | 2'19"75      | Q    |
| 7    | 3        | 3      | Thea Blomsterberg      | Danimarca     | 2'19"88      | Q    |
| 8    | 3        | 4      | Abbie Wood             | Gran Bretagna | 2'20"26      | Q    |
| 9    | 4        | 8      | Lisa Mamié             | Template:CH   | 2'20"45      |      |
| 10   | 5        | 6      | Kelsey Wog             | Canada        | 2'20"57      |      |
| 11   | 5        | 1      | Mikayla Smith          | Australia     | 2'20"67      |      |
| 12   | 5        | 7      | Yumeno Kusuda          | Giappone      | 2'20"82      |      |
| 13   | 5        | 3      | Kristýna Horská        | Rep. Ceca     | 2'21"22      |      |
| 14   | 2        | 7      | Letitia Sim            | Singapore     | 2'21"60      |      |
| 15   | 3        | 2      | Charlotte Bonnet       | Francia       | 2'21"94      |      |
| 16   | 2        | 3      | Macarena Ceballos      | Argentina     | 2'22"10      |      |
| 17   | 4        | 1      | Emelie Fast            | Svezia        | 2'22"22      |      |
| 18   | 2        | 2      | Moon Su-a              | Corea del Sud | 2'23"41      |      |
| 19   | 3        | 8      | Rebecca Meder          | Sudafrica     | 2'23"64      |      |
| 20   | 5        | 2      | Andrea Podmaníková     | Slovacchia    | 2'24"12      |      |
| 21   | 3        | 1      | Nikoleta Trníková      | Slovacchia    | 2'24"62      |      |
| 22   | 3        | 6      | Yang Chang             | Cina          | 2'24"80      |      |
| 23   | 2        | 6      | Maria Romanjuk         | Estonia       | 2'25"53      |      |
| 24   | 1        | 5      | Nicole Frank           | Uruguay       | 2'26"44      |      |
| 25   | 2        | 1      | Chang Yujuan           | Hong Kong     | 2'26"76      |      |
| 26   | 2        | 8      | Phiangkhwan Pawapotako | Thailandia    | 2'28"50      |      |
| 27   | 2        | 5      | Laura Lahtinen         | Finlandia     | 2'28"80      |      |
| 28   | 1        | 4      | Nàdia Tudó             | Andorra       | 2'31"45      |      |
| 29   | 1        | 6      | Asia Kent              | Gibilterra    | 2'36"22      |      |
| 30   | 1        | 3      | Krista Jurado          | Guatemala     | 2'36"34      |      |
| DSQ  | 5        | 8      | Emily Visagie          | Sudafrica     | Squalificata |      |
| DNS  | 1        | 2      | Ramudi Samarakoon      | Sri Lanka     | Non partita  |      |
| DNS  | 2        | 4      | Lena Kreundl           | Austria       | Non partita  |      |
| DNS  | 3        | 7      | Kotomi Kato            | Giappone      | Non partita  |      |
| DNS  | 4        | 2      | Anna Elendt            | Germania      | Non partita  |      |
| DNS  | 4        | 4      | Sophie Hansson         | Svezia        | Non partita  |      |
| DNS  | 4        | 6      | Kotryna Teterevkova    | Lituania      | Non partita  |      |

### Finale
| Pos. | Corsia | Atleta            | Nazionalità   | Tempo   | Note |
| ---- | ------ | ----------------- | ------------- | ------- | ---- |
|      | 4      | Kate Douglass     | Stati Uniti   | 2'15"77 |      |
|      | 5      | Lilly King        | Stati Uniti   | 2'17"13 |      |
|      | 3      | Tes Schouten      | Paesi Bassi   | 2'18"19 |      |
| 4    | 7      | Jenna Strauch     | Australia     | 2'18"87 |      |
| 5    | 2      | Tang Qianting     | Cina          | 2'19"28 |      |
| 6    | 6      | Sydney Pickrem    | Canada        | 2'19"35 |      |
| 7    | 1      | Thea Blomsterberg | Danimarca     | 2'20"14 |      |
| 8    | 8      | Abbie Wood        | Gran Bretagna | 2'21"48 |      |